# 13818 Ullery
13818 Ullery eller 1999 RE92 är en asteroid i huvudbältet som upptäcktes den 7 september 1999 av LINEAR i Socorro County, New Mexico. Den är uppkallad efter Elaine Ullery.
Asteroiden har en diameter på ungefär 4 kilometer.